# Бакаєв Зелімхан Джабраїлович
Зелімхан Бакаєв (рос. Зелимхан Джабраилович Бакаев; нар. 1 липня 1996, Назрань) — російський футболіст, півзахисник.
Виступав, зокрема, за клуби «Спартак-2» (Москва) та «Спартак» (Москва), а також молодіжну збірну Росії.
Чемпіон Росії. Володар Суперкубка Росії.

## Клубна кар'єра
Народився 1 липня 1996 року в місті Назрань. Вихованець футбольної школи клубу «Спартак» (Москва).
У дорослому футболі дебютував 2014 року виступами за команду клубу «Спартак-2» (Москва), в якій провів чотири сезони, взявши участь у 47 матчах чемпіонату.
Своєю грою за цю команду привернув увагу представників тренерського штабу клубу «Спартак» (Москва), до складу якого приєднався 2017 року. Відіграв за московських спартаківців наступний сезон своєї ігрової кар'єри.
До складу клубу «Арсенал» (Тула) на правах оренди приєднався 2018 року. Відіграв за тульську команду 25 матчів в національному чемпіонаті.
Після повернення з оренди до «Спартака», 8 серпня 2019 року у виїзному матчі кваліфікації Ліги Європи проти «Туна» забив перші два голи в складі москвичів. Через три дні відзначився дублем і у грі Прем'єр-ліги в переможному матчі 3–1 проти «Ахмату».
Бакаєв покинув «Спартак» на правах вільного агента 1 червня 2022 року.
15 червня 2022 року Зелімхан підписав трирічний контракт із клубом «Зеніт» (Санкт-Петербург).
19 вересня 2023 року Бакаєв на правах оренди до кінця сезону перейшов до команди «Аль-Вахда» (Абу-Дабі).
З 2 серпня 2024 року також на правах оренди захищає кольори клубу «Хімки».
5 червня 2025 року «Зеніт» (Санкт-Петербург) оголосив про закінчення терміну контракту із Бакаєва. В активі Зелімхана 34 матчі, три голи та три гольові передачі у складі «Зеніту».

## Виступи за збірну
2015 року залучався до складу молодіжної збірної Росії. На молодіжному рівні зіграв у 15 офіційних матчах, забив 6 голів.
З 2019 року залучається до складу збірної Росії.
7 вересня 2021 року у домашньому матчі 6-го туру відбіркового турніру ЧС-2022 проти збірної Мальти забив свій перший м'яч за збірну Росії, на 84-й хвилині матчу реалізувавши пенальті, встановивши остаточний рахунок гри 2–0.
Наразі за команду провів 15 матчів, забив два голи.

### Статистика виступів за національну збірну
| Збірна | Рік   | Ігри | Голи |
| ------ | ----- | ---- | ---- |
| Росія  | 2019  | 3    | 0    |
| Росія  | 2020  | 3    | 0    |
| Росія  | 2021  | 6    | 1    |
| Росія  | 2022  | 1    | 0    |
| Росія  | 2025  | 2    | 1    |
| Разом  | Разом | 15   | 2    |

## Титули і досягнення
- Чемпіон Росії (2):

«Спартак» (Москва): 2016-17
«Зеніт»: 2022-23
- Володар Суперкубка Росії (3):

«Спартак» (Москва): 2017
«Зеніт»: 2022, 2023
- Володар Кубка Росії (1):

«Спартак» (Москва): 2021-22